# 梁應龍
梁應龍（1597年—1677年），號霖海，廣東饶平人，明朝政治人物，同进士出身。

## 生平
應龍中崇禎元年（1628年）戊辰科进士，授太平府推官，再補保寧府推官。崇禎十年，贼入犯四川，陷南江、通江，蜀帥侯良柱被下旨斥责，良柱为脱罪，冒上捷功一千九百余级，遮杀行人以足其數，衆大譁，應龍奉御史符按之，乱始戢。十月，张献忠破寧羌，分三路入川，总兵侯良柱戰死，成都告急。巡撫王维章方守保寧，反在外，保寧震動，應龍已得入京升職詔命，仍調度戰守，五月後贼軍退去始入京。授兵部主事，轉户部员外郎，升任福建布政使司參議，分巡福寧道。明亡，弃官歸，寓居郡城（潮州）東郊，築玉華山房，有梅花閣，擅一郡之勝。永曆七年癸巳（1653年），郝尚久舉潮州反正，應龍參与舉事，授太僕寺少卿，尚久兵败，逃匿得免。康熙十三年甲寅（1674年），劉進忠叛清，亂定歸潮，卒年八十一。

## 家族
父梁之屏，字明樹，諸生，從郡守陸典輿聞王阳明心學，多所發明，時擬諸海陵王艮。